# ۱۳ اردیبهشت
۱۳ اردیبهشت چهل و چهارمین روز سال در گاه‌شماری خورشیدی است. به پایان سال ۳۲۱ روز (۳۲۲ روز در سال کبیسه) باقی‌است.

## مناسبت‌ها
- روز جهانی آزادی مطبوعات

## رویدادها
- ۱۱۸۶ - امضا شدن عهدنامه فینکنشتاین در میان ایران و فرانسه
- ۱۳۹۴ - واقعه هتل تارا در مهاباد
- ۱۳۹۶ - تگرگ ۱۳۹۶ سنندج
- ۱۳۹۶ - حادثه معدن زغال‌سنگ زمستان یورت آزادشهر

## زادروزها
- ۱۲۹۳ - سید مرتضی عسکری، از علمای بزرگ شیعه
- ۱۲۹۶ - جعفر بزرگی، خواننده و بازیگر
- ۱۳۱۶ - محمد حقوقی، شاعر و نویسنده
- ۱۳۳۵ - مرتضی ضرابی، بازیگر و چهره‌پرداز
- ۱۳۴۱ - شکیلا، خواننده

## درگذشت‌ها
- ۱۳۶۳ - محمدتقی کهنمویی، بازیگر
- ۱۳۸۳ - سوسن، خواننده و نیکوکار
- ۱۳۸۹ - علی‌اصغر شهری، خواننده
- ۱۳۸۹. محمدعابد الجابری، نویسنده و متفکر عرب
- ۱۳۹۰ - عربعلی شروه، هنرمند
- ۱۴۰۰ - محمدهادی نژادحسینیان، سفیر و نماینده دائم ایران در سازمان ملل متحد